# Ventotene
Ventotene (italijansko: [ventoˈtɛːne]; lokalno Vientutene; latinsko Pandataria ali Pandateria, iz starogrško Πανδατερία, latinizirano: Pandatería ali Πανδατωρία Pandatōría) je eden od otokov Pontinskega otočja, ki leži 46 kilometrov (25 morskih milj) pred obalo mesta Gaeta. Otočje se nahaja na meji med Lacijem in Kampanjo v Italiji. Občina Ventotene je imela leta 2008 708 stalnih prebivalcev.

## Zgodovina
Zgodovina otoka sega v obdobje antičnega Rima. Na otoku je imel poletno palačo tudi cesar Gaj Avgust Oktavijan (vladal 31. pr. n. št. - 14. n. št. ), ki je v zgodnjem obdobju svojega vladanja otok celo razglasil za svojo osebno posest. Palača je obsegala 3000 m², v njej pa so bile tudi terme, terase, vrtovi in lasten akvadukt. Palača, poimenovana Villa Giulia, je bila tudi kraj, kjer je svoje izgnanstvo preživljala Avgustova hči Julija Starejša, ki je bila na otok izgnana leta 2 pr. n. št. Do danes je bil ohranjen manjši del palače, pa tudi antično pristanišče. Druga ugledna dama iz julijevsko-klavdijske dinastije, Klavdija Oktavija, ki je bila prva žena cesarja Nerona, je bila leta 62 našega štetja izgnana na otok in nato usmrčena po naročilu svojega moža.
To je tudi otok, kamor je bila izgnana sveta Flavija Domitila, vnukinja cesarja Vespazijana.
Otočje je bilo med drugo svetovno vojno taborišče za politične zapornike, od katerih je vredno omeniti več poznejših znanih politikov, kot so npr Sandro Pertini, Luigi Longo in Umberto Terracini. Leta 1941 so trije ventotenski zaporniki izdali tako imenovani Ventotenski manifest. To so bili Altiero Spinelli, Ernesto Rossi in Eugenio Coloni, ki so izjavili prepričanje, da je ohrana evropske civilizacije možna le z ustanovitvijo Združenih držav Evrope po ameriškem zgledu. Ta teorija, ki je bila takrat le filozofska utopija, je bila pozneje podlaga za konkretni nastanek Evropske Unije. Za razliko od Kalergijeve zamisli, ki je upoštevala le vlado tehnikov, ta dokument predvideva parlamentarno federacijo, ki naj bi odločala predvsem o ekonomskih problemih in skupni zunanji politiki.
Po kapitulaciji Italije je otok prevzela 114-članska nemška garnizija, ki je varovala kompleks radarske postaje. 8. decembra 1944 pa je na otoku neopaženo pristal PT čoln s 46 ameriškimi padalci na krovu. Padalci so naleteli na italijanskega izgnanca, ki se je kasneje nemškemu poveljniku zlagal, da je na otoku pristal celoten ameriški padalski polk. Nemški poveljnik je takoj ukazal uničenje radarske postaje, nemška posadka pa se je kmalu zatem brez odpora vdala ameriškim vojakom.

## Geografija
Otok, ostanek nekdanjega vulkana, je podolgovate oblike. Dolg je 3 km, v širino pa doseže največ 800 metrov.
Ima tipično sredozemsko podnebje z vročimi, suhimi poletji in blagimi, mokrimi zimami, ki so po navadi zelo vetrovne. Vento v imenu otoka, kar v italijanščini pomeni veter, je primeren za opis vidnih vremenskih razmer za ta majhen otok daleč na morju. Temperatura nikoli ne pade pod 0°C.

## Okolje
Ventotene in sosednji otok Santo Stefano sta del naravnega rezervata, ustanovljenega leta 1999, da bi ohranili ekološke, geomorfološke in naravoslovno-okoljske značilnosti ter spodbujali dejavnosti, ki so združljive z ohranjanjem naravnih virov rezervata. Na otoku se od ustanovitve rezervata ne sme graditi novih stavb.
Otok je pomembno postajališče za ptice selivke. Observatorij za ptice, ki je bil ustanovljen leta 1988, obkroži približno 20.000 ptic na leto. Na vrhuncu spomladanske selitve v aprilu in maju na tisoče ptic vsak dan prispe z obal Severne Afrike, potem ko so brez postanka preletele 400 – 500 km. Pontijski arhipelag ponuja prvo priložnost za ustavitev po daljšem letu in zaradi majhne velikosti Ventotena je koncentracija ptic številnih vrst izjemno visoka. Izčrpane ptice mrzlično počivajo in se prehranjujejo, dokaj ravnodušne do človeške prisotnosti, kar omogoča opazovalcem ptic, da jih opazujejo in fotografirajo kot le malo drugih krajev v Italiji.
Observatorij za ptice je del projekta PPI (Progetto Piccole Isole), ki od leta 1988 preučuje selitev ptic po Sredozemlju na 46 lokacijah v sedmih državah. Rezultati teh študij so pripeljali do ustanovitve Muzeja selitve ptic v Ventotenu leta 2006.
Na otoku je tudi vodni rezervat, ki obsega 10 km dolg pas, ki je razdeljen na tri območja z različnimi stopnjami omejitev za človeka.

## Glavne zanimivosti

### Ruševine Villa Giulia
V zgodnjem delu svoje vladavine je cesar Avgust dal zgraditi poletno palačo na otoku, ki je bila takrat zasebna last. Ostanki ogromnega kompleksa več kot 3000 m², ki je vključeval rimske terme, terase, vrtove, eksedro in akvadukt, so vidni na Punti Eolo ob vhodu v sodobno pristanišče. Skozi stoletja je bila vila predmet sistematičnega ropanja in nesmiselnih izkopavanj. Kljub sedanji dotrajanosti pa skeletna opeka razkriva terme, prostore za služabnike, dvorišča, vodne zbiralnike in prehode v morje. Cesarska poletna rezidenca je znana kot Villa Giulia, saj je leta 2 pr. n. št. postala kraj izgnanstva Avgustove hčere Julije starejše.

### Rimsko pristanišče
Rimsko pristanišče, ki je še vedno v uporabi, je bilo zgrajeno za podporo poletni rezidenci cesarja Avgusta, saj na otoku ni bilo naravnega pristanišča. V celoti so ga izkopali v skalnatih bregovih in odstranili približno 60.000 m³ materiala, da bi ustvarili pristanišče z ozkim, zaščitenim dostopom. V najširši meri je dolgo približno 180 m in 85 m široko ter 3 m globoko. Ob obali so se vrstile shrambe in depoji, izklesani iz skale, danes preurejeni v bare, restavracije, trgovine in potapljaške centre.

### Ribogojnica
Ob vznožju svetilnika so v skali izkopani ostanki rimske ribogojnice, ki jo sestavljajo trije bazeni, en zunanji in dva v prostorih z obokanimi strehami, kjer so ostali drobci okrašenega ometa in štukature. Izpopolnjen sistem kanalov in zapornic, zasnovan za izmenjavo vode in prenos rib iz enega oddelka v drugega, je zagotavljal stalno oskrbo cesarskega gospodinjstva s številnimi vrstami sveže ribe vse leto in v vseh vremenskih razmerah.
Ribogojnico je najbolje videti iz vode, ko se plava z opremo za potapljanje, saj je gladina morja danes približno meter višja kot takrat, ko je bila zgrajena.

### RezervoarCarcerati
Ker Ventotene nikoli ni imel zadostne oskrbe s sladko vodo, sta bili v rimskih časih v osrednjih delih otoka zgrajeni dve ogromni cisterni za zbiranje deževnice. Izkopani sta bili v skalo do globine približno 10 m in sestavljeni iz sistema obokanih rovov, galerij, kotlin in hodnikov. Enega od teh postorov, znanega kot "Carcerati" (zaporniki), se obišče na vodenih ogledih. Ime izhaja po obsojencih, ki so jih v poznih 1700-ih letih poslali na otok, da bi zgradili sedanjo vas, in so bili nastanjeni v do takrat praznem rezervoarju. Stene so prekrite z grafiti, napisi in risbami iz prejšnjih stoletij, predvsem pa iz dobe, ko so obsojenci risali podobe hiš in narave, da bi se spomnili na kraje, ki jih nikoli več niso videli.

### Zapor Santo Stefano
Zapor na otoku Santo Stefano je bil dokončan leta 1797 z zasnovo, ki temelji na teorijah Jeremyja Benthama, angleškega filozofa, pravnika in družbenega reformatorja, ter njegovem konceptu ideala zapor, ki ga je poimenoval Panoptikon. To je vključevalo arhitekturo institucionalnih stavb, da bi vse zaporniške celice lahko opazoval en sam neviden varnostnik, ki je lahko prisoten ali pa tudi ne, kar jim daje občutek, da so nenehno opazovani. Zapor je privlačna velika trinadstropna stavba z 99 celicami v obliki podkve in stražarskim stolpom na sredini dvorišča.
Tu so preživeli čas številni znani politični zaporniki, kot sta Carmine Crocco, najpomembnejši razbojnik med združitvijo Italije in Gaetano Bresci, anarhist, ki je leta 1900 ubil kralja Umberta I. in je bil tam zaprt eno leto, preden so ga ječarji obesili v njegovi celici. V času fašističnega režima so bili v Santo Stefanu zaprti številni antifašisti, vključno z bodočim predsednikom Italije Sandro Pertinijem. Zapor je bil zaprt leta 1965.

### Arheološki muzej
Arheološki muzej Ventotene je v pritličju gradu Bourbon, sedeža mestnega sveta. Vsebuje najdbe z otoka, morskega dna in razbitin rimskih ladij po otoku, pa tudi velik model otoka v Avgustovi dobi s cesarsko rezidenco in povezanimi strukturami, kot so pristanišče in druge vile. Na žalost so vsi kipi iz Ville Giulie izginili ali bili prodani v neselektivnem ropanju skozi stoletja, ostal je le marmorni doprsni kip cesarja Tiberija, ki je na ogled v muzeju.
Julija 2009 so arheologi objavili odkritje petih starorimskih ladij v globokih vodah ob Ventotenu z neokrnjenim tovorom olivnega olja, garuma (začimbe iz ribje masti) in kovinskih ingotov. Ena ladja je nosila poln tovor kuhinjskih možnarjev, imenovanih mortarium. Nekatere od najdenih predmetov so takoj dali na ogled v Ventotenski muzej.

## Galerija
- Ventotene in Pontinski otoki
- Pogled proti otoku Santo Stefano
- Piazza Castello
- Čebelar po obročkanju
- Polje leče, po kateri je otok znan
- Pogled na Ventotene in observatorij za ptice